# Harnischknoten
Der Harnischknoten ist ein Knoten zum Verbinden zweier Seile. Für Bindfaden ist er der praktischste Knoten. Es besteht keine Gefahr, dass er umkippt wie der Kreuzknoten und er ist sehr sicher. Praktisch fürs Paketverschnüren ist, dass er, auch wenn er unter Zug steht, festgezogen werden kann.

## Knüpfen

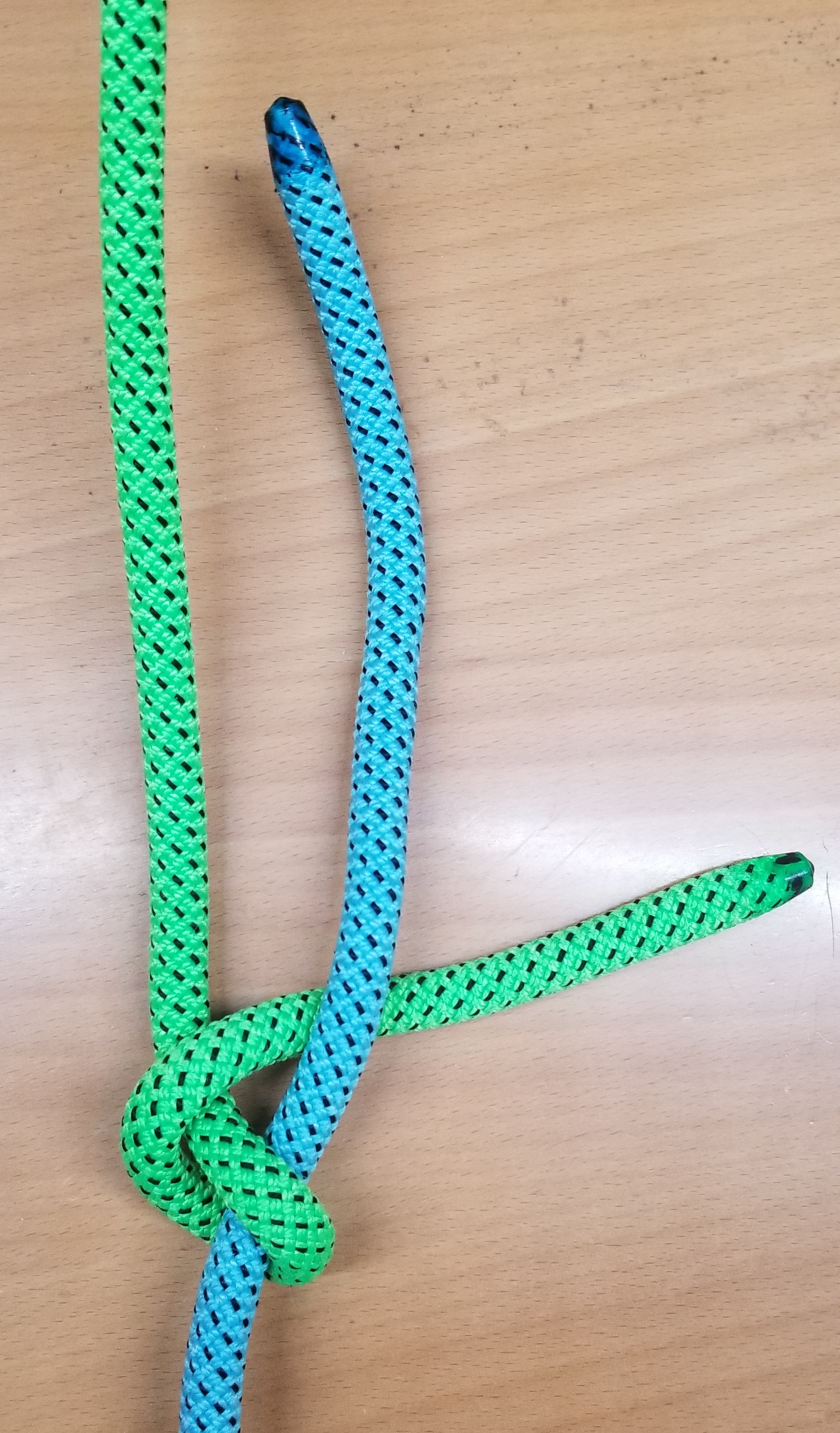
Man macht mit dem einen Ende (hier grün) einen Kreuzungsknoten um das andere Ende (hier blau). Dann hält man den Kreuzungsknoten mit der linken Hand fest und zieht das obere Ende straff
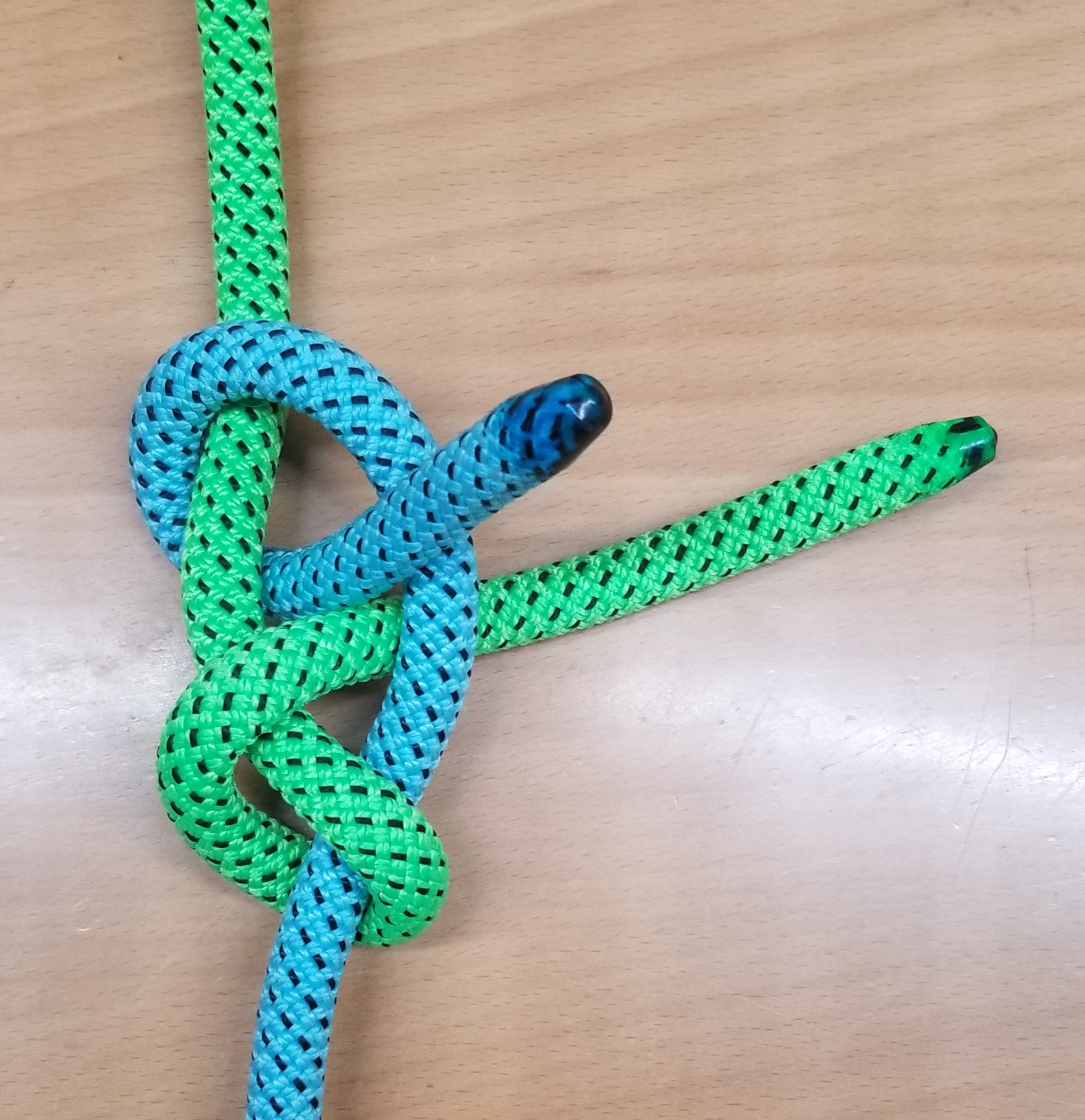
Wenn es straff genug ist, halte man es fest und macht mit dem oberen Ende um die obere stehende Part einen dicht sitzenden Halben Schlag.
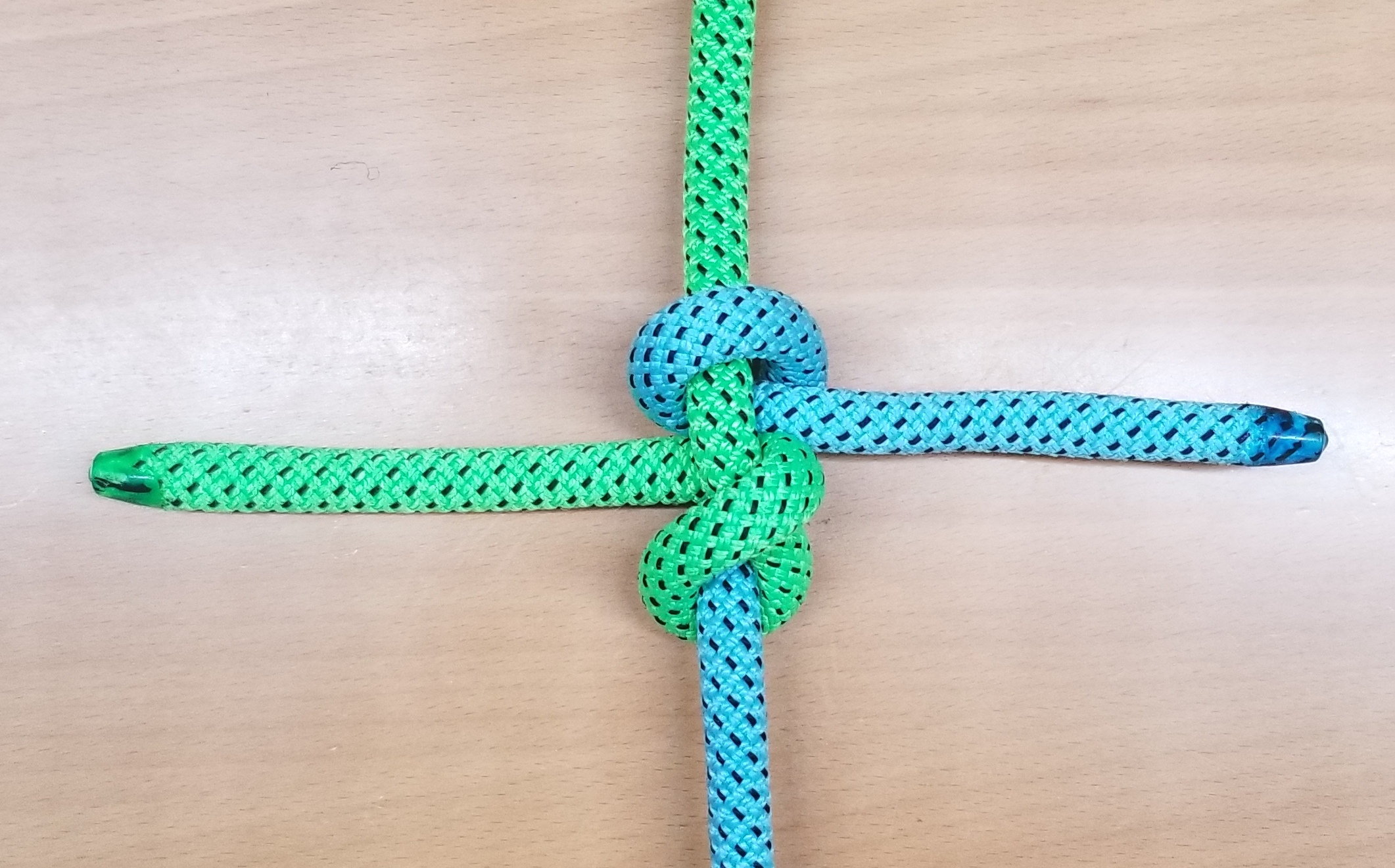
Und zugezogen

## Doppelter Harnischknoten
Beim Doppelten Harnischknoten gibt es zwei Varianten. Sie sind stark und sicher, aber beide sind außerordentlich schwer aufzubinden, wenn sie einmal festgezogen sind. Sie werden bei schwachem Material wie Bindfaden, Schnur und Angelleine verwendet.

### Doppelter Harnischknoten (Notstek) mit zwei Kreuzungsknoten
Er wird mit zwei Kreuzungsknoten, einer in jedem Ende und um die stehende Part des anderen Endes gebunden.

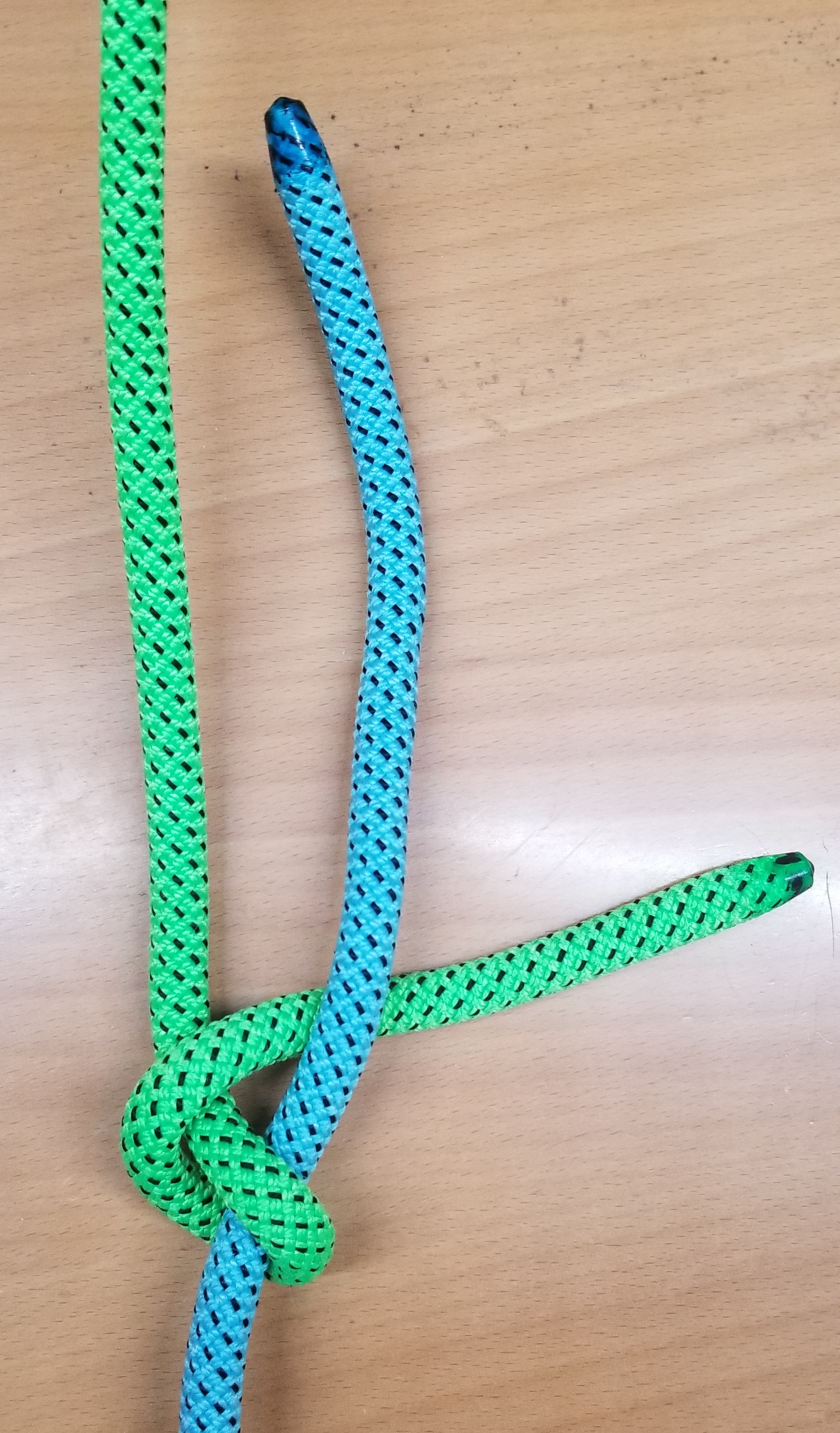
Wie oben beim Harnischknoten macht man mit dem einen Ende (hier grün) einen Kreuzungsknoten um das andere Ende (hier blau)
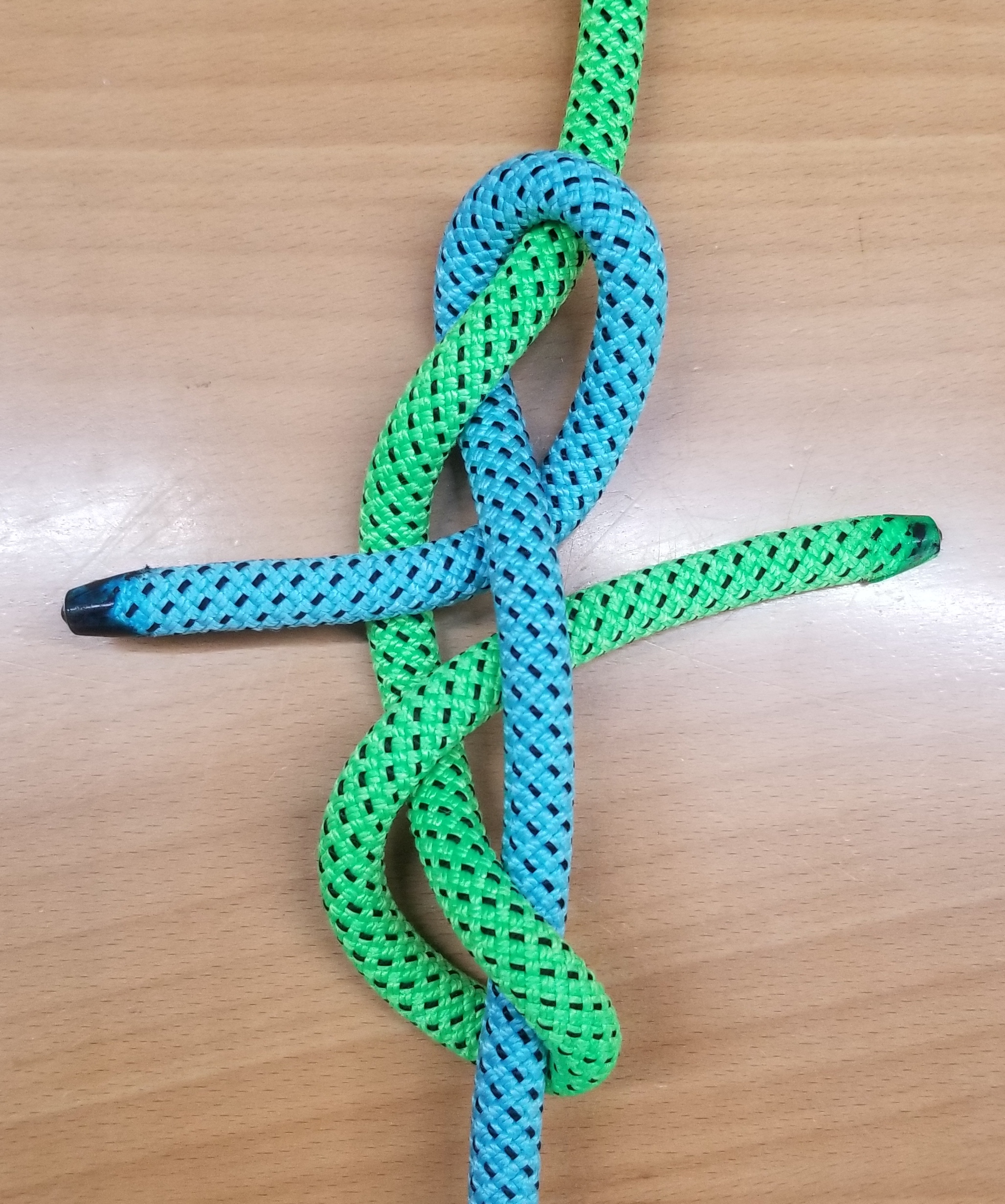
Dann mit dem blauen Ende einen Kreuzungsknoten
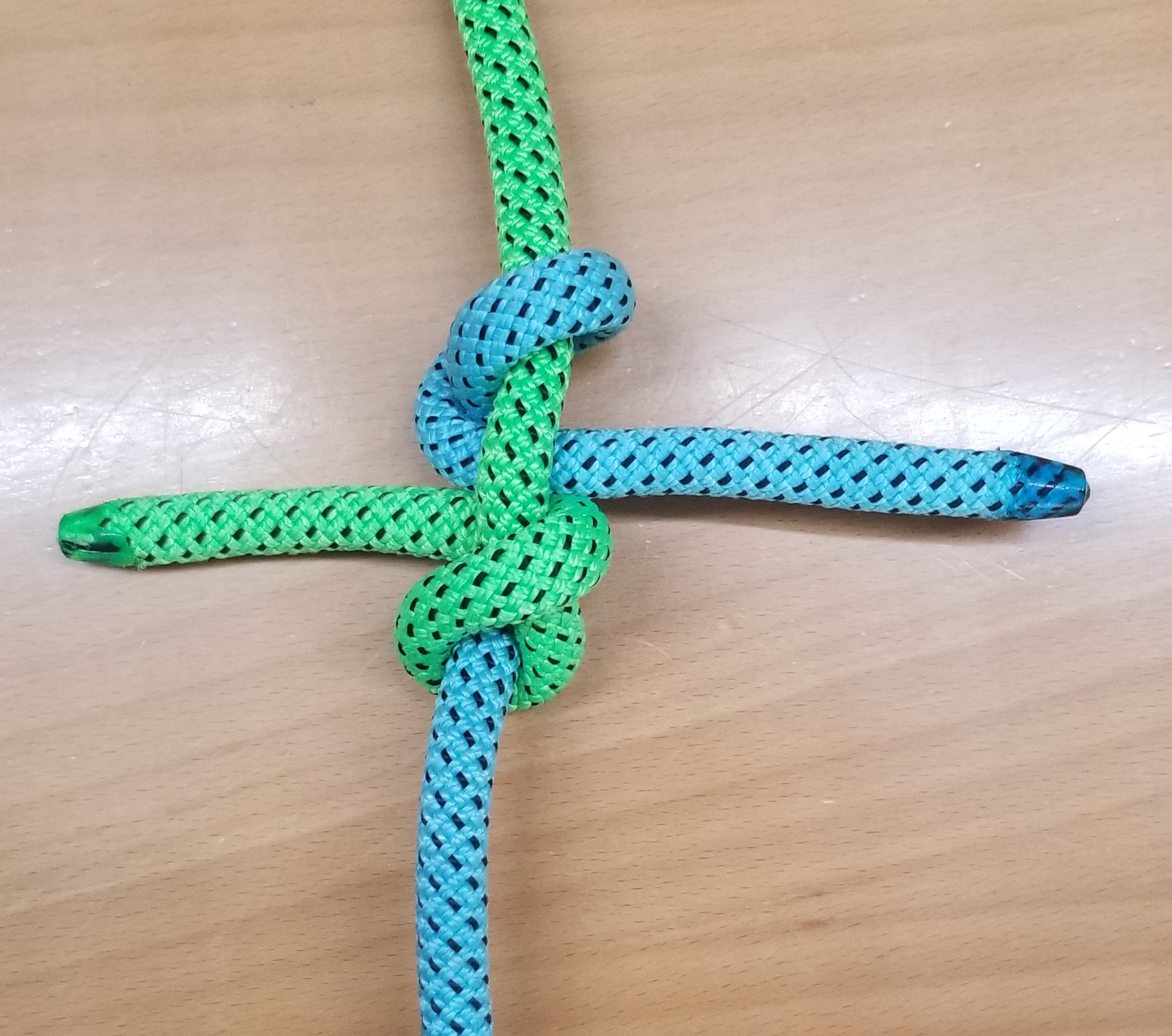
Und zugezogen

### Doppelter Harnischknoten mit parallelen Enden

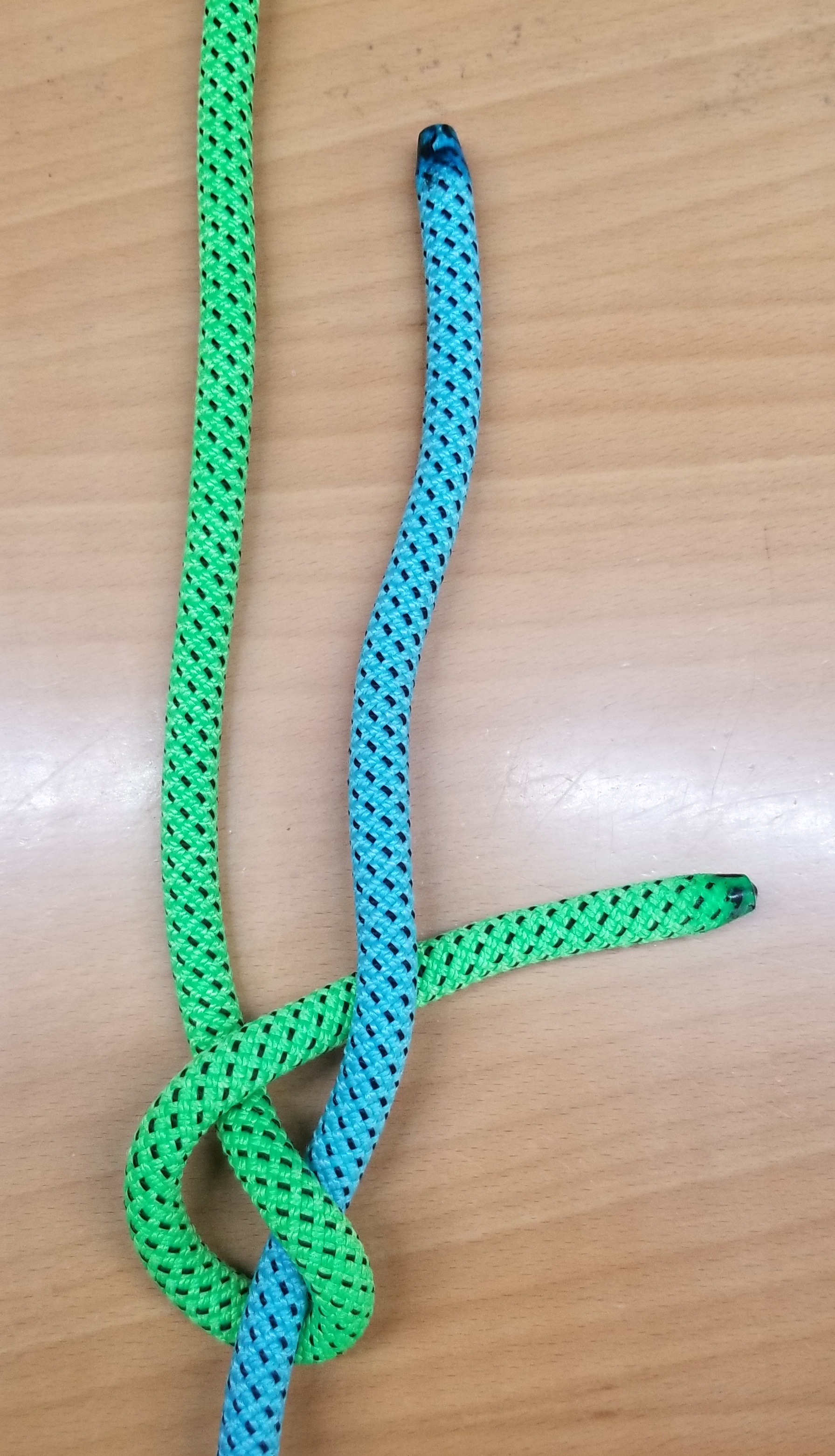
Wie oben beim Harnischknoten macht man mit dem einen Ende (hier grün) einen Kreuzungsknoten um das andere Ende (hier blau)
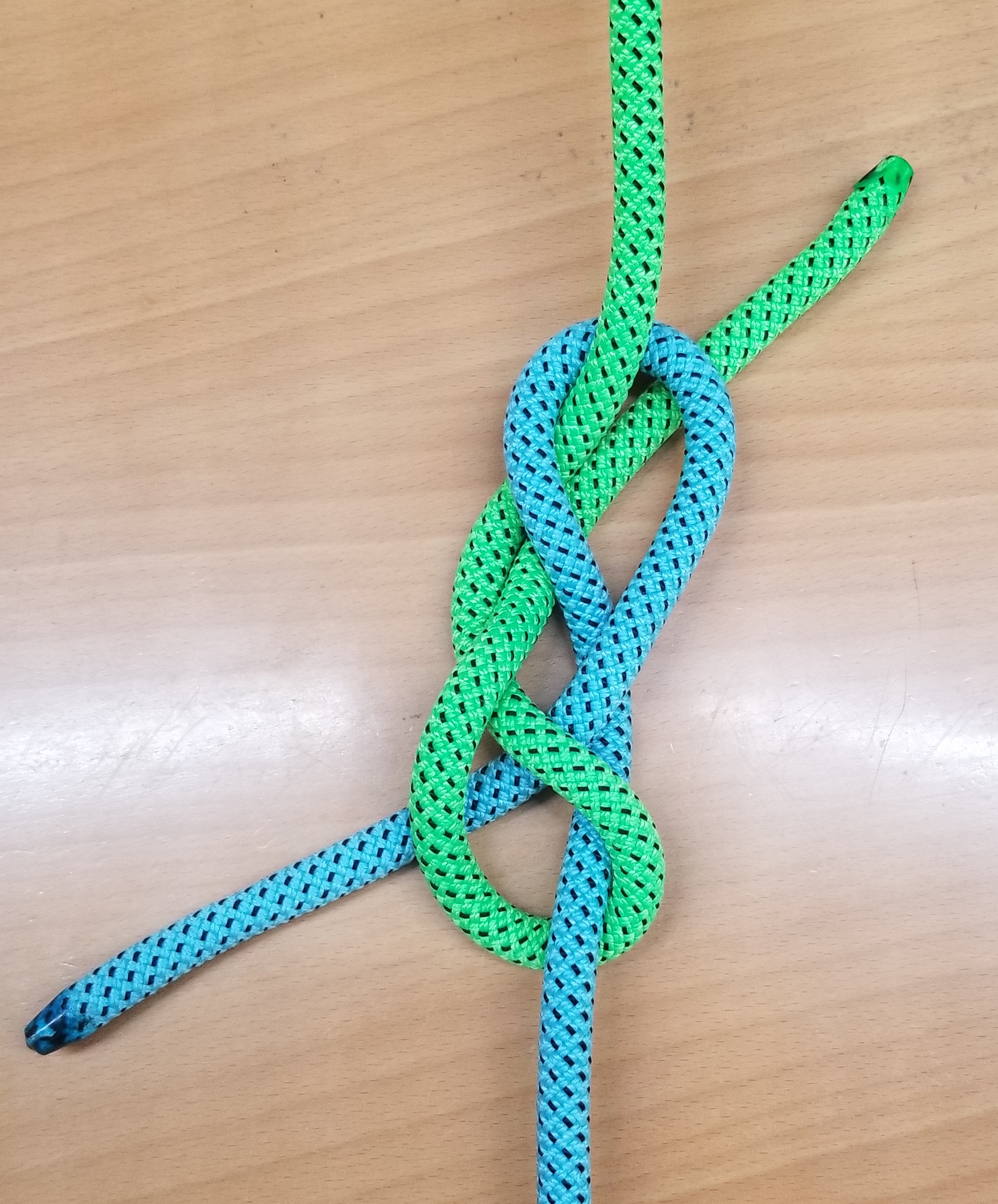
Dann mit dem blauen Ende um die stehende Part und nach unten
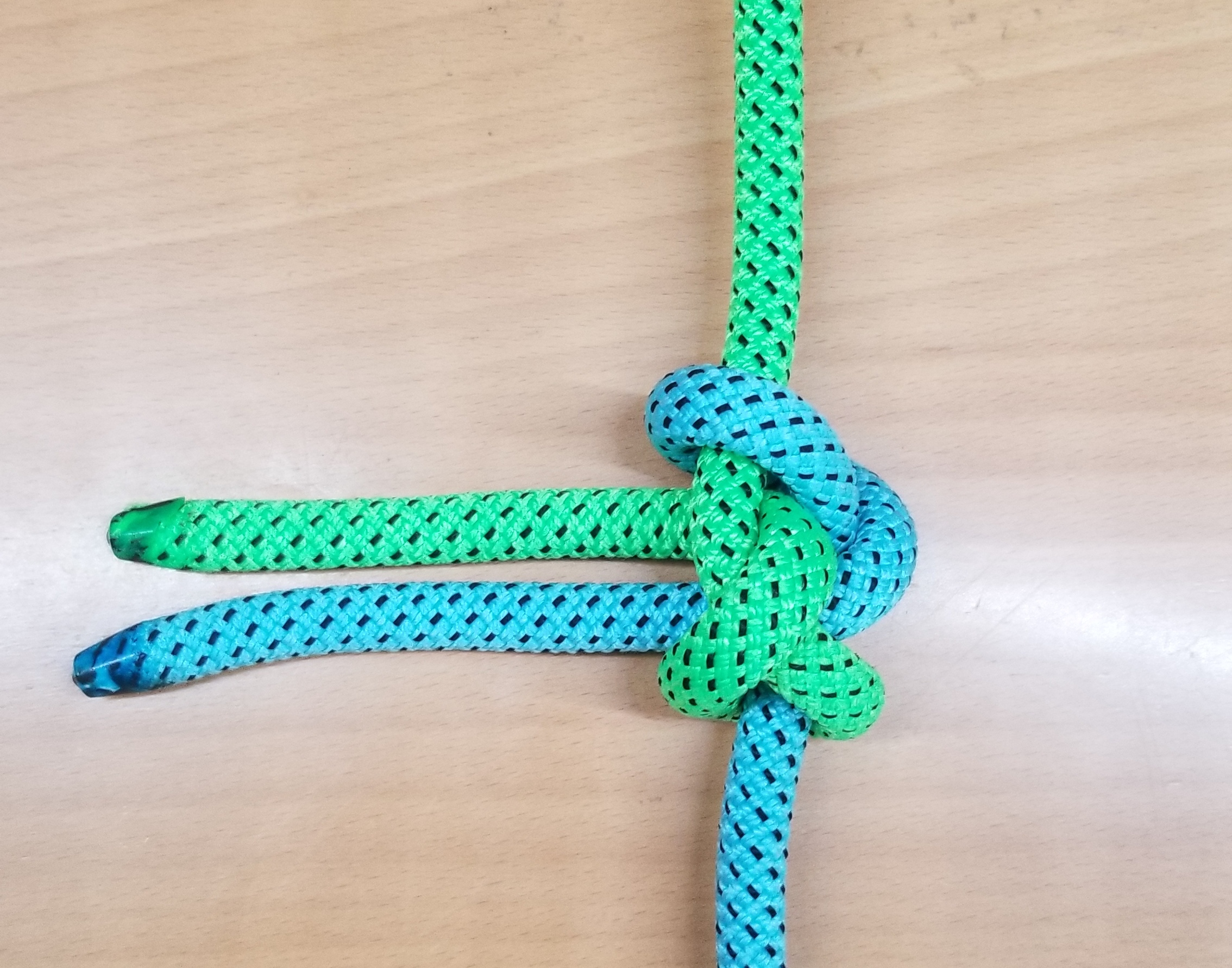
Und dicht gezogen.

### Verwandtschaft zu anderen Knoten
Der Doppelte Harnischknoten ist ein unvollendeter Spierenstich
Der Doppelte Harnischknoten ist ein unvollendeter Blutknoten
Der Doppelte Harnischknoten mit parallelen Enden ist ein unvollendeter Reever Knoten

All these knots are more secure than the harness knot but they are not as easy to untie.

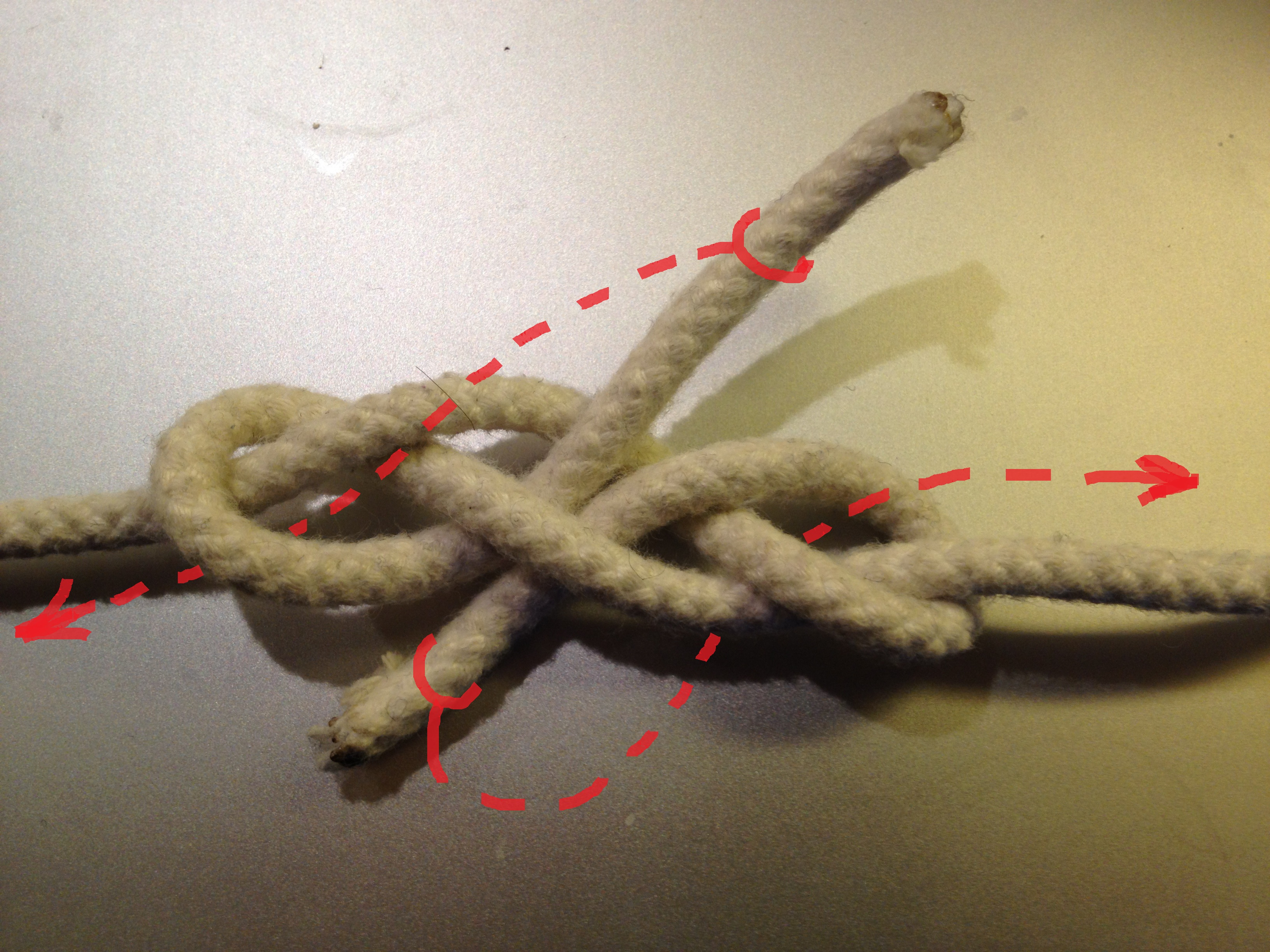
Vom Doppelten Harnischknoten (ABOK #1420) zum Spierenstich
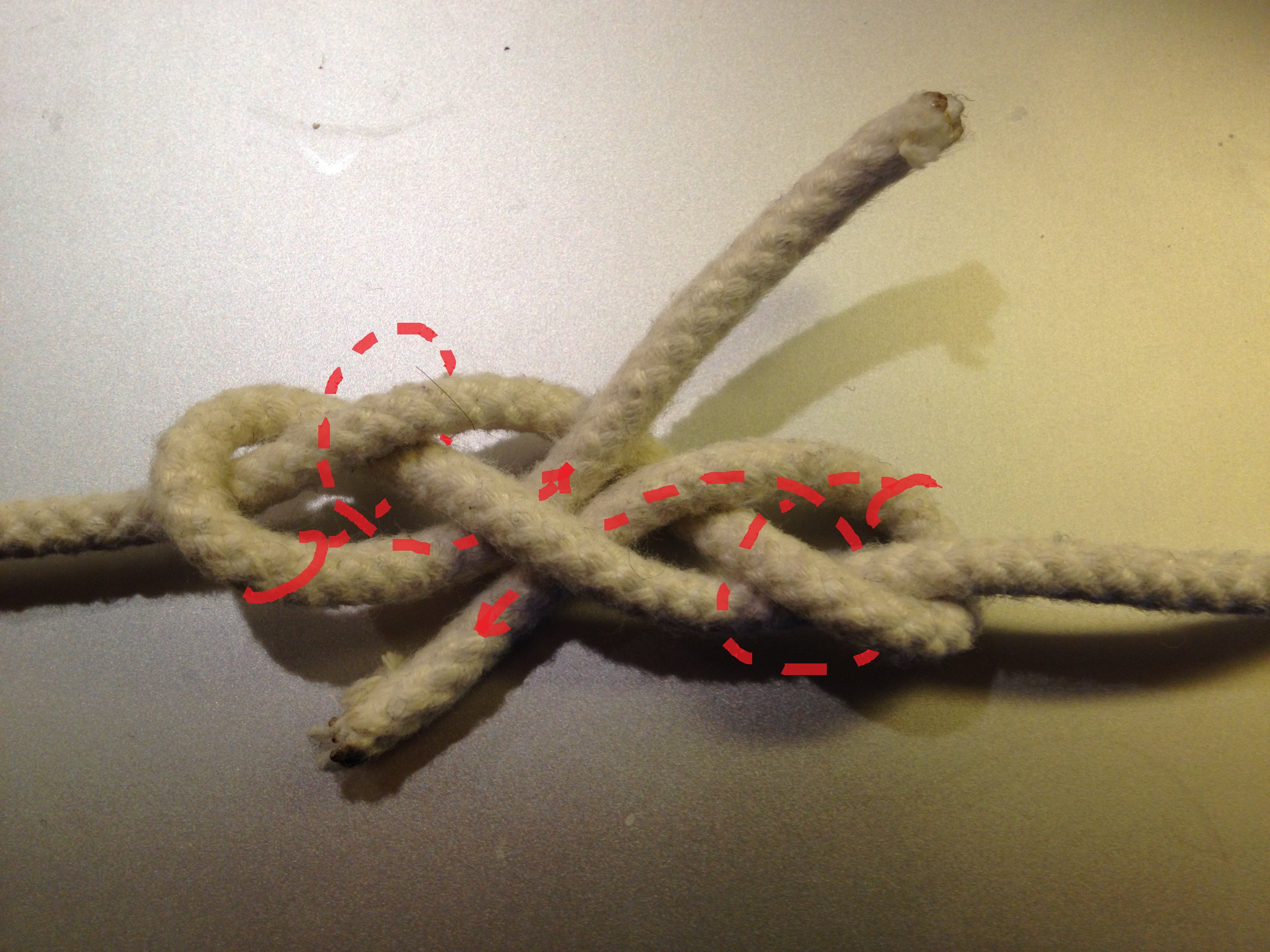
Vom Doppelten Harnischknoten (ABOK #1420) zum Blutknoten
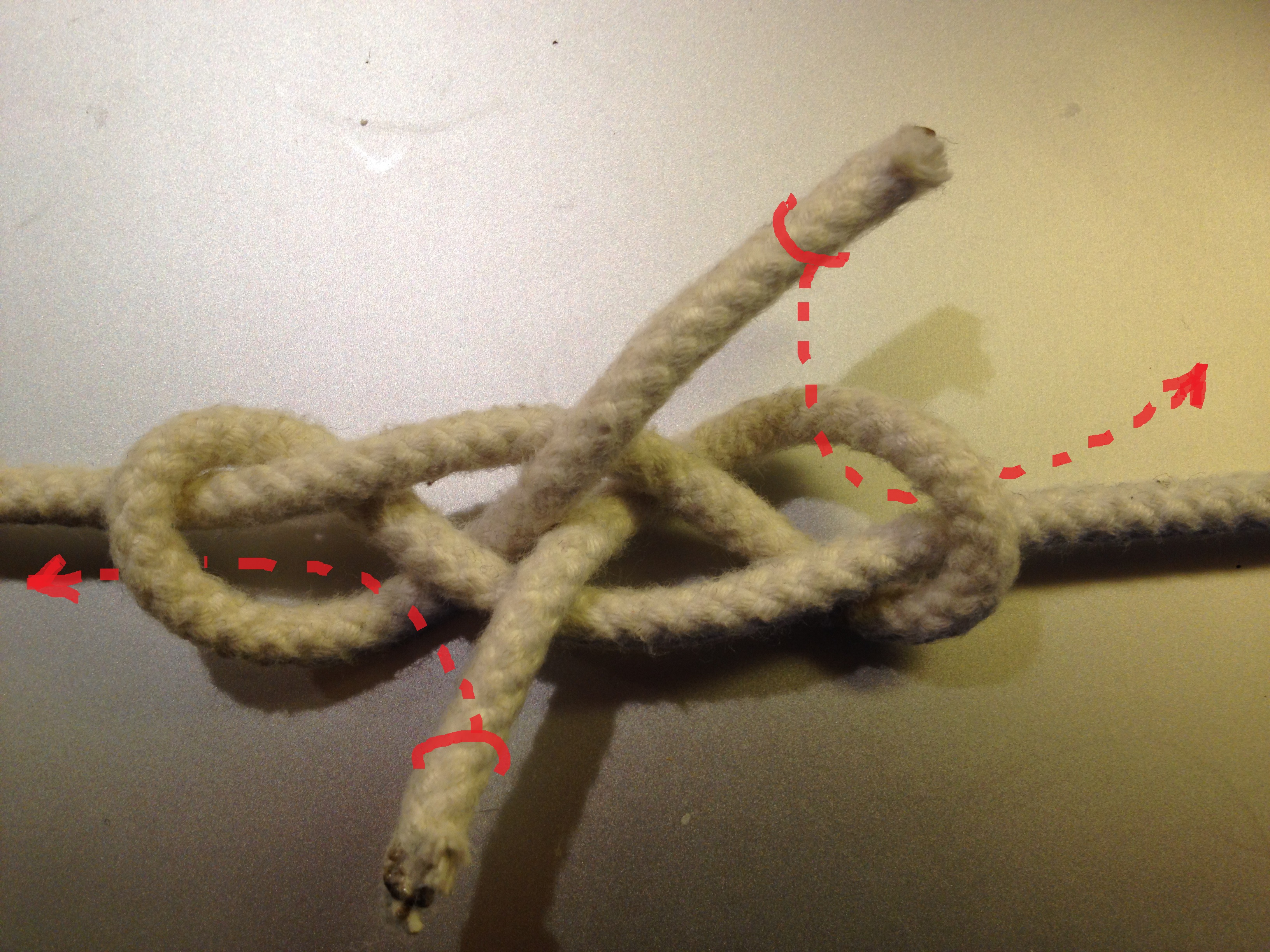
Vom Doppelten Harnischknoten mit parallelen Enden (ABOK #1421) zum Reeverknoten

### Alternativen
- Der Kreuzknoten ist ebenfalls ein Verbindungsknoten. Sein Haupteinsatz ist das Verbinden von Fäden, Garnen oder Schnüren, als Bindeknoten von Paketen, Kartons usw.
- Zum Verschnüren eignen sich auch Chirurgenknoten und Würgeknoten, die ohne „Finger drauf“ auskommen.
- Zum Verbinden zweier gleich oder ungleich dicker Seile ist der Schotstek, für große Stärkenunterschiede zwischen beiden Seilen ist der Zeisingstek geeignet.